# Xã Byron, Quận Buchanan, Iowa
Xã Byron (tiếng Anh: Byron Township) là một xã thuộc quận Buchanan, tiểu bang Iowa, Hoa Kỳ. Năm 2010, dân số của xã này là 1.057 người.